# Astragalus khadjouicus
Astragalus khadjouicus är en ärtväxtart som beskrevs av Ahmed Ahmad Parsa. Astragalus khadjouicus ingår i släktet vedlar, och familjen ärtväxter. Inga underarter finns listade i Catalogue of Life.